# Августовская облава

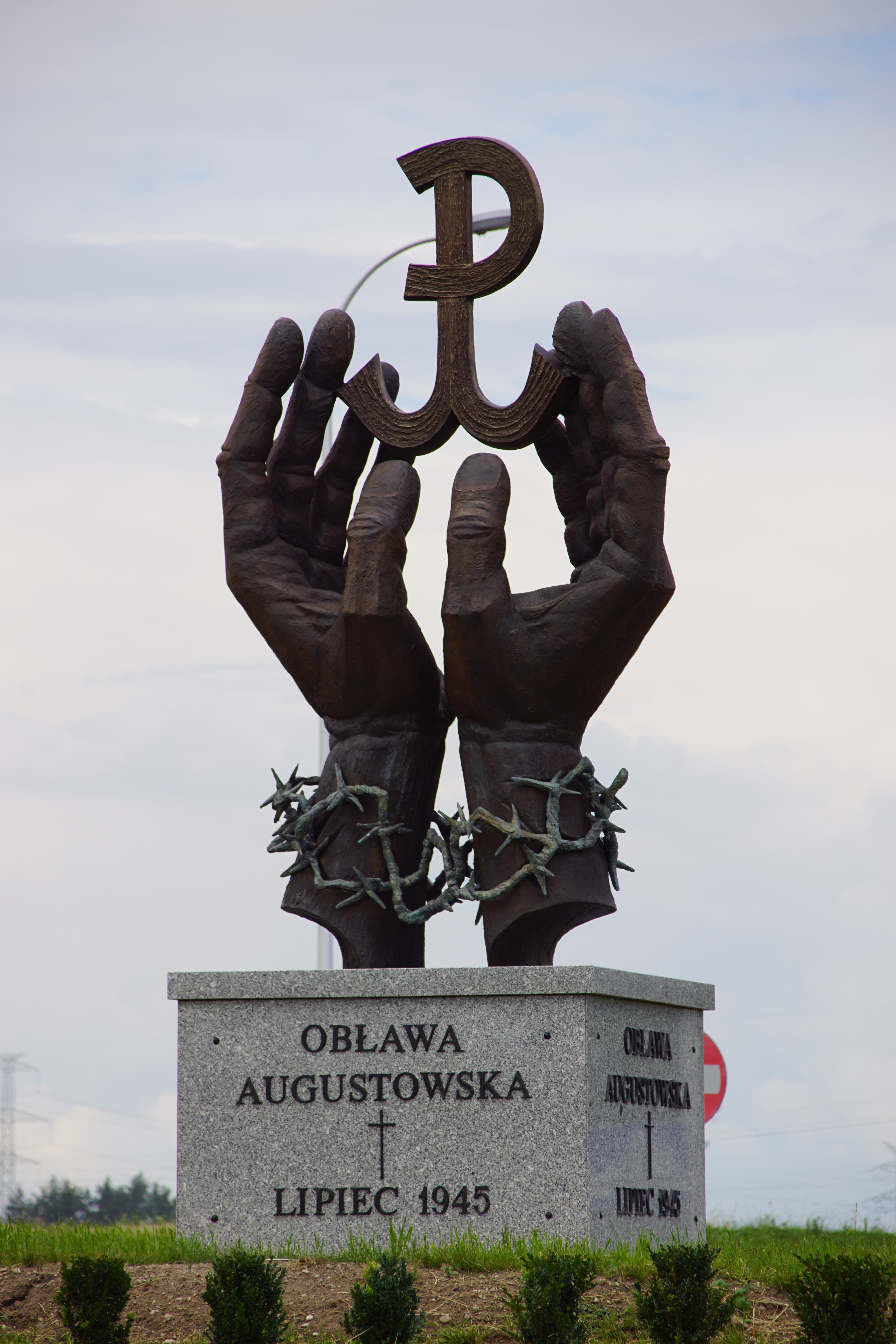
Памятник жертвам облавы в Сувалках

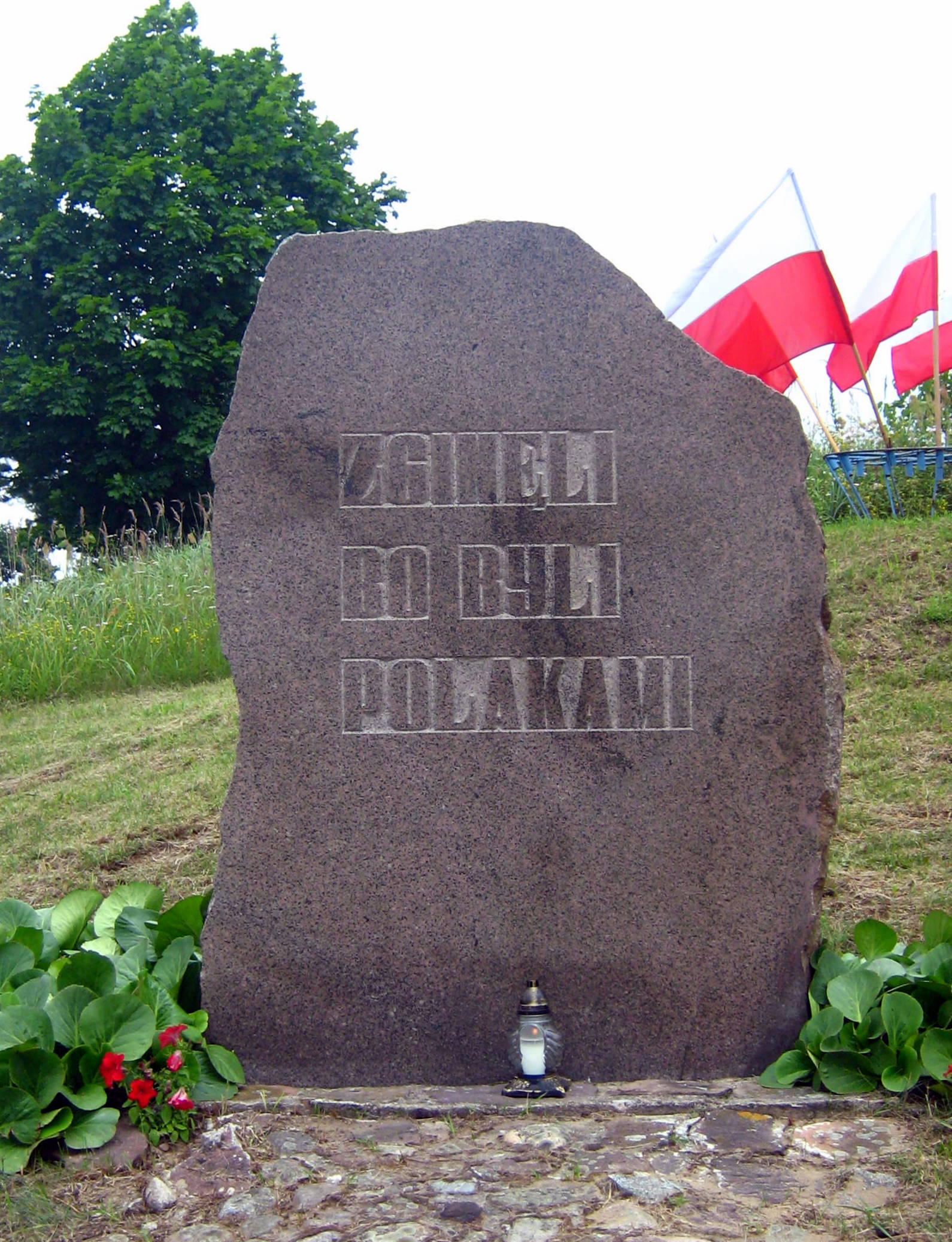
Памятник в Гибах, надпись: «Погибли, потому что были поляками»

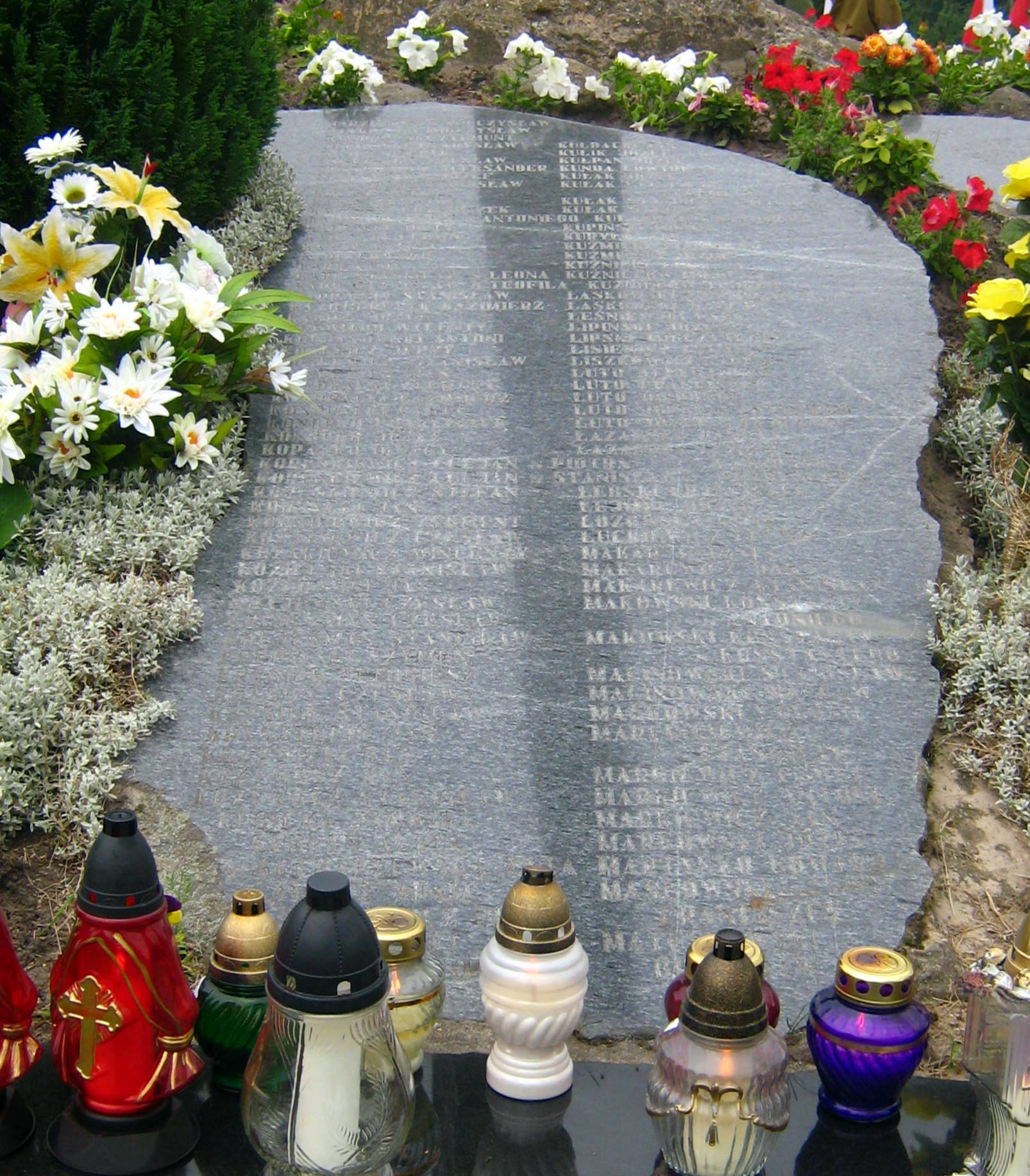
Табличка с именами жертв в Гибах

Авгу́стовская облава или июльская облава — широкомасштабная противопартизанская  операция, в результате которой в июле 1945 года в северо-восточной части Польши советскими войсками, Смершем, во взаимодействии с Гражданской милицией и Управлением общественной безопасности Польши, при участии членов Польской рабочей партии (ППР) и отряда солдат Войска Польского, были задержаны польские граждане, подозревавшиеся в том, что они были антикоммунистическими боевиками или подпольщиками. Предполагается, что они были расстреляны советской контрразведкой «Смерш» во внесудебном порядке. Августовская облава была масштабной военно-чекистской операцией, которая началась 12(один корпус начал операцию уже 11 июля) и продолжалась до 28 июля 1945 года. Масштабная операция проводилась в Августовской пуще и её окрестностях, в том числе в Сокульском повете, включая территорию Домброва-Бялостоцка и близлежащих населённых пунктов, таких как Малышовка, Бжозова, Нова Весь, Гамулка, Суховоля и Каменна Нова. Акция охватывала территорию Августовской пущи , она была направлена против  антикоммунистического вооружённого  подполья и людей, которые каким-либо образом с этим подпольем сотрудничали. Название операции дано польскими  историками по наименованию Августовской пущи. Данные события именуются некоторыми польскими общественными деятелями и историками «Малой Катынью», «Подляской Катынью» или «Второй Катынью».

## История

### Действия подпольных формирований в тылах Красной армии
Антикоммунистическая Гражданская Армия Крайова (АКО) весной 1945 года фактически захватила власть в сельской местности Белостокского воеводства, в том числе в Сувалкском и Августовском поветах после отхода из воеводства в начале 1945 года наступающих на запад соединений Красной армии. AKO командовал бывший командир Белостокского округа АК полковник Владислав Линярский (псевдоним «Мстислав»). Фактически Белостокский округ Армии Крайовой вопреки приказу командования АК с 19 января 1945 года командиром округа распущен не был.,  15 февраля 1945 года Белостокский округ AK был переименован «Мстиславом» в AKO , . Бывший командир Белостокского округа Армии Крайовой полковник Линярский «Мстислав» приказал сохранить на нелегальном положении конспиративные отряды и подпольные конспиративные группы AK, оружие и все приёмопередающие радиостанции. АКО также активно действовала в Гродненской области Советской Беларуси..  Антикоммунистическое вооружённое подполье в тылу Красной армии было обречено на поражение, но полковник Линярский сознательно выбрал курс на конфронтацию, в надежде на начало Третьей мировой войны..
Командиром всех лесных формирований AKO «Мстислав» назначил майора «Лупашко». В конце мая 1945 командир AKO полковник Владислав Линярский был подчинён Делегатуре вооружённых сил. Организационная структура AKO — «Гражданской Армии Крайовой» — в целом повторяла структуру Белостокского округа Армии Крайовой. Полковник «Мстислав» располагал кадрами подпольщиков и партизан в 15 конспиративных обводах AKO (поветах), число которых составляло более 20 000 человек всех возрастов, включая женщин, приносивших присягу подпольной Армии Крайовой. Округ делился на 6 инспекторатов, а они в свою очередь — на обводы (поветы). Инспекторат Сувалкский AK-AKO делился на Сувалкский обвод и Августовский обвод. AKO располагала тысячами единиц огнестрельного оружия. Приказ Командования Красной Армии/ военных комендатур о обязательной сдаче оружия, боеприпасов и радиостанций не был выполнен.
Польская милиция и силы безопасности, находившиеся в Сувалкском и Августовском поветах в стадии формирования, не были способны эффективно противодействовать активности формирований антисоветски настроенной Армии Крайовой (АК) и AKO. Ряд поветов Белостокского воеводства весной 1945 года после разгрома сельских участков милиции и руководства гмин были фактически неподконтрольны польской гражданской администрации Временного правительства Польской Республики. На территории Белостокского воеводства возникли и стали действовать крупные антикоммунистические подразделения (численностью более 100 вооружённых лиц) . Тысячи человек участвовали в подпольной конспиративной сети AK—AKO. Антикоммунистические элементы срывали мероприятия новой власти, например, мобилизацию в Народное войско польское . В состав лесных отрядов вступали уклоняющиеся (в основном сельская молодёжь) от мобилизации в Войско Польское и дезертиры. Ранее (в сентябре——декабре 1944 года) в Белостокском воеводстве была развёрнута агитация против призыва в Народное Войско Польское и мероприятий ПКНО по проведению аграрной реформы. В приказах АК и листовках, распространяемых антикоммунистическим подпольем, содержались призывы к непризнанию ПКНО как законного органа власти и к уклонению от мобилизации.
Партизанские отряды придерживаясь тактики террора и ликвидировали активистов, сотрудничавших с польскими и советскими коммунистическими властями. Весной и летом 1945 года партизанами округа по приказу командира  всех лесных отрядов Белостокского округа AKO майора Зигмунта Шендзеляжа (псевдоним «Лупашко») были расстреляны многие солдаты Красной армии, сотрудники НКВД, члены Польской рабочей партии, информаторы, сотрудники Управления общественной безопасности, сотрудники милиции или просто симпатизировавшие новой власти. Среди формирований майора Зигмунта Шендзеляжа был распространён его приказ о том, чтобы советских военнослужащих в плен не брать и при захвате уничтожать на месте. Аковцы, устраивая засады, обстреливали на дорогах автомашины, ввязывались в бои даже с небольшими подразделениями Красной армии. Документально зафиксировано уничтожение отдельных военнослужащих, мелких групп солдат и офицеров Красной армии боевиками. Пленных красноармейцев зачастую пытали, раздевали, расстреливали или, разоружив и ограбив, уводили в «лес», где они исчезали навсегда и без следа. У большинства убитых военнослужащих забиралось оружие, обмундирование и личные воинские документы. Например, 7 июля 1945 года в Белостокском повете эскадрон AKO поручика «Зигмунта» (Zygmunt Błażejewicz) задержал и расстрелял 10 военнослужащих Красной армии, 4 из которых были офицерами. В этот же день был расстрелян полковник 5-й гвардейской танковой армии Павел Васильев и женщина-солдат. 27 июня 1945 года в Краснополе Сувалкского повета отряд AKO сержанта «Бжозы» расстрелял капитана Красной армии Маркусян и солдат. 22 мая 1945 года аковцы эскадрона AKO поручика «Зигмунта» сожгли православное село Потоки. . В мае 1945 года в Сувалкском и Августовском поветах отряд AKO сержанта «Грома» расстрелял нескольких военнослужащих Красной армии. 11 мая 1945 года аковцы эскадрона AKO поручика «Зигмунта»  сожгли православное село Вилюки . 11 апреля 1945 года в Липске Августовского повета отряд AKO «Скалы» разгромил участок милиции и расстрелял сотрудников милиции. 24 марта 1945 года отряд АКО Казимира Каменского «Huzara» убил 12 человек, из них 9 евреев, в том числе 8 женщин и расстрелял одного военнослужащего Красной армии). 17 февраля 1945 года в Соколах отряд АКО Казимира Каменскего «Huzara» убил семь евреев, в том числе трёх женщин и двух детей).
В районе Августовских лесов укрывалось несколько лесных отрядов (например отряды «Skiby», «Groma», «Brzozy», «Skały», «Snopa»), которые насчитывали несколько сот вооружённых лиц и боевиков. В поветах действовали подпольные конспиративные группы и организации AKO. В Сувалкском повете (конспиративном обводе AKO) весной 1945 года в конспиративной подпольной сети AKO было 20 конспиративных рот и 400 единиц оружия. В подпольной сети в Сувалкском повете в апреле 1945 года действовало 1500 подпольщиков AKO, в Августовском повете (конспиративном обводе AKO) — действовало 600 подпольщиков AKO. В Сувалкском повете из 18 сельских участков милиции 17 были разгромлены до конца мая 1945 года. Кроме того, были активны отряды литовских националистов. Местность, на которой действовали , представляла собой сплошной лесной массив, изобилующий озёрами и болотами; глухие сёла и хутора, площадью 400 кв. километров. Здесь аковцы имели базы, склады с оружием и продовольствием. В Августовском повете в сельской местности уцелел один милицейский участок. Кроме AKO в Августовских лесах действовали ещё отряды ЛЛА – Литовской освободительной армии, ставящей своей целью ликвидацию советской власти в Литве. Подполье делало ставку на вооружённый конфликт между СССР и странами Запада.
Весной 1945 года последовала первая просьба руководства Белостокского воеводства о прямом советском военном вмешательстве (всего таких просьб было несколько) и первая просьба к Временному правительству Польской Республики о выделении отрядов Войска Польского и дополнительных отрядов милиции. 16 мая 1945 года в Белостоке  на совещании властей воеводства с участием представителей НКВД были приняты первые решения относительно будущей операции.. Известно, что функционеры местного аппарата госбезопасности получили указания составить в каждом повете проскрипционные списки — перечни лиц, подозреваемых в участии либо связях с подпольем. Много материалов с личными данными принес и эффектный захват УБ 24 июня 1945 года в Красноборках архивов Августовского обвода AKO.
Регион был для СССР особенно важным, потому что это была узкая полоса, отделяющая Восточную Пруссию от территорий СССР.  А именно из Восточной Пруссии постоянно шёл на восток самым коротким путём транспорт с военными трофеями. Эти конвои постоянно подвергались атакам антикоммунистических партизанских отрядов.
6 февраля 1945 года на  конференции глав «Большой тройки» в Ялте И. В. Сталин сообщил, что регулярно получает сведения о многочисленных нападениях отрядов АК на советские военные посты, коммуникации и прочие структуры, обслуживающие потребности действующей армии, об убийствах советских солдат и офицеров. Он потребовал «порядка и спокойствия в тылу Советской Армии». Приведёнными данными и задачами успешного ведения боевых действий лидер СССР обосновал необходимость подавления польского антикоммунистического подполья в тылу действующей РККА. Сталин  предупредил: «если эти "силы" будут продолжать свои нападения на наших солдат, то мы будем их расстреливать». Был получен немедленный ответ. Главный союзник польских властей в изгнании и  АК У. Черчилль на заседании заявил: «Британское правительство признаёт, что нападения на Красную Армию в тылу недопустимы».  Недоговороспособность польского эмиграционного правительства, так надоела Рузвельту, что на Ялтинской конференции Президент США Франклин Рузвельт предоставил СССР полное право на подавление всякого вооружённого сопротивления в тылах советских войск.  Опубликованные документы говорят, что в условиях военного времени оба этих лидера признали за СССР право на пресечение враждебных действий подполья в отношении советских солдат., Сталин, Рузвельт и Черчилль уже в 1943 году договорились, что восточные границы Польши будут проходить примерно по линии Керзона. . Представления о том, что восточные границы Второй Польской республики якобы всё ещё существовали, не были разделяемы союзниками. Боевики и подпольщики антисоветских организаций действующие в тылу РККА были не нужны Антигитлеровской коалиции, «либерум вето» польских антикоммунистов в планы  «большой тройки» не входило. . 30 мая 1945 года  Гарри Гопкинс в качестве специального посланника президента США поспешил официально откреститься в Кремле от арестованного генерала Окулицкого и  военного  подполья в тылу советских войск, боевики в тылах Красной армии действовали на свой страх и риск.  Власти в изгнании  и руководители постаковского подполья раздумывали, как убедить западных союзников начать новую мировую войну за независимость Второй Речи Посполитой в довоенных границах на Востоке. 5 июля 1945 года Временное правительство национального единства было признано Великобританией и США, Великобритания и Соединённые Штаты, бывшие до тех пор союзниками Польского правительства в изгнании, перестали признавать это правительство. Это означало политическое банкротство польского эмигрантского правительства(На Потсдамской конференции участниками было заявлено, что его «больше не существует»  )  и его подпольных структур в Польше. Политики США и Великобритании признавали за СССР право подавлять сопротивление всякого военного подполья, существующего в тылу Красной армии. , .

### Облава
По оценкам историков, к началу  облавы в подполье в районе операции   находилось до 3,5 тысячи человек . Поскольку польские власти силами немногочисленной милиции и Управления безопасности самостоятельно не могли справиться с партизанами, в июле 1945-го советские войска в составе отрядов прежде всего 50-й армии 3-го Белорусского фронта и полка 62 стрелковой дивизии ВВ НКВД в сотрудничестве с подразделением 1 Праского пехотного полка  Войска Польского провели сплошное прочёсывание Августовских лесов в том числе в Сувалкском и Августовском поветах. В августе 1945 года подобная операция была проведена в Литовской ССР. 10 июля 1945 года кольцо окружения вокруг района Августовских лесов замкнулось. Командиры местных структур АКО и некоторые партизаны вовремя покинули район облавы. В операции принимали участие около 45 тысяч советских солдат (11 стрелковых дивизий вместе с дивизионными артиллерийскими полками, 3 бронетанковые бригады и механизированная бригада). 11 июля 1945 года Военная Комендатура ввела военное положение в Августовском районе, действовавшее до 24 июля. В боевом приказе от 11 июля 1945 года указано: «Войска 50-й армии с 12 по 18 июля проводят операцию по прочёсыванию лесного массива в районе Сувалки, Августув, Язево, Липск, Друскеники, Сейны». Советские силы,  были значительными из-за завышенных цифр в сообщениях о численности партизанских отрядов. Задачи советских войск были четко определены :
- ликвидация партизанских отрядов,
- задержание лиц, подозреваемых в подпольной антикоммунистической деятельности,
- контроль населенных пунктов и допросы гражданского населения,
- поддержка в формировании местных гарнизонов и блокпостов.

Операция охватывала не только польскую сторону границы, но и всю территорию Августовских лесов, то есть также территории Советской Беларуси и Литвы, вплоть до линии реки Неман. Перед операцией были составлены проскрипционные списки тех, кто подлежал аресту, проскрипционные списки были дополнены в ходе операции. «11-12 июля я составлял списки зарегистрированных действующих членов АК в переводе на русский язык, а также переводил некоторые документы, имеющие большее значение, которые я передал штабу советских войск и предоставил информацию о бандах» – записал в отчете  Александр Кучинский, начальник  управления общественной безопасности в Августовском повете. 12-25 июля 1945 года тысячи солдат Красной армии и войск НКВД при поддержке Гражданской Милиции, Управления общественной безопасности Польши, членов Польской рабочей партии и отряда солдат Войска Польского очищали от партизан Августовский, Сувалкский и часть Сокольского поветов. Они прочёсывали леса и деревни в поиске антикоммунистических партизан и подпольщиков. Августовская облава охватывала территорию в 3470 кв. км и более ста населенных пунктов. Вся местность была плотно окружена и разделена на сектора , по две-три деревни в каждом. Государственные карательные структуры произвели масштабные обыски и аресты. Военные арестовали подозреваемых в связях с вооружённым антикоммунистическим подпольем. 15 июля 1945 года был задержан заместитель командира Августовского повета (обвода) AK-AKO поручик Пётр Милановский (псевдоним «Чма»). Часть боевиков сумела бежать или скрыться. По данным УБ местными командирами подпольной организации AKO был отдан приказ, чтобы члены AKO спрятали оружие и разошлись под видом мирных жителей. В результате июльской облавы силами советских войск, войск НКВД, милиции, Управления общественной безопасности и солдат польской армии было задержано более 7 тысяч подозреваемых, в основном поляков и литовцев, членов польских, а также литовских антикоммунистических формирований, их информаторов и снабженцев. После первоначального отбора - на основе оперативной информации и доносов - некоторые задержанные были освобождены, другие переданы для дальнейшего расследования. Были произведены допросы с пытками. Большую часть из них после проверки отпустили, литовцев передали в НКГБ Литовской ССР, а несколько сот польских граждан арестовали. После допросов до 20 июля было отобрано 592 человека, которых признали членами или приспешниками польского антикоммунистического подполья. Среди этих 592 человек было 27 женщин и 15 человек, не достигших совершеннолетия. Им вменялась причастность к аковцам не только на данный момент, но и когда-либо ранее, например, в 1944 году. Позднее допросили ещё более 800 человек. Кроме массовых арестов аковцов во время обысков и при арестах, а также на основании полученных данных и при проведении операций было изъято несколько сот единиц стрелкового оружия, в том числе автоматы, пулемёты, винтовки, пистолеты и миномёты, гранаты и 2 радиостанции. Были обнаружены тайники с оружием . В результате облавы окружённые отряды сержанта «Грома» и «Скалы» (около 180 вооружённых лиц) после боя были почти полностью уничтожены у озера Брожане. 15 июля 1945 года советский 1019-й полк 307-й стрелковой дивизии 81-го стрелкового корпуса 50-й армии 2-го Белорусского фронта вступил там в схватку с подразделением под командованием сержанта Владислава Стефановского (Władysław Stefanowski) (кличка «Гром») и партизанами из отряда Юзефа Сулжиньского (Józef Sulżyński) (кличка «Бжоза»). Из окружения в Августовских лесах вышел только отряд «Бжозы». Полевые командиры «Гром» и «Скала» погибли. В результате облавы обводы AKO в Сувалкском и Августовском поветах были разбиты. Сувалкский инспекторат AKO фактически прекратил своё существование. 31 июля 1945 года польскими органами государственной безопасности был задержан Владислав Линярский, который был командиром AKO. В отношении 575 человек было начато следствие (среди них было всего 69 человек, задержанных с оружием в руках). После ареста судьба пропавших польских граждан была неизвестна — они были вывезены на грузовиках и советскими солдатами в неизвестном направлении. Итоги партизанщины шокировали местное общество. Война антисоветского и антикоммунистического вооружённого подполья закончилась поражением, антикоммунистическое вооружённое подполье было сломлено и разбито.

### Документ СМЕРШ
В архиве ФСБ была найдена шифротелеграмма начальника Главного управления контрразведки СМЕРШ и одновременно уполномоченного НКВД по 3-му Белорусскому фронту Виктора Абакумова наркому внутренних дел СССР Лаврентию Берии от 21 июля 1945 г., в которой говорилось:

«В соответствии с Вашим указанием, мною утром 20 июля на самолёте был направлен в г. Тройбург [ныне г. Олецко в Польше] пом. нач. ГУКР СМЕРШ генерал-майор Горгонов с группой контрразведчиков для проведения ликвидации арестованных в Августовских лесах бандитов… По прибытии Горгонов и начальник УКР СМЕРШ 3 Белорусского фронта генерал-лейтенант Зеленин донесли следующее: войсками 3 Белорусского фронта с 12 по 19 июля была проведена проческа этих лесов, задержаны 7049 чел. После проверки отпущено 5115 чел., из оставшихся 1934 задержанных выявлено и арестовано бандитов 844 чел., в том числе 252 литовца, которые имели связи с бандформированиями в Литве и поэтому переданы в местные органы НКВД-НКГБ Литвы. Проверяется 1090 чел., из которых 262 литовца по тем же причинам переданы в органы НКВД-НКГБ. Следовательно, арестованных на 21 июля с. г. числится всего лишь 592 чел., и задержанных, которые проверяются 828 чел. У арестованных бандитов в лесах в тайниках изъято 11 миномётов, 31 пулемёт, 123 автомата, винтовки, пистолеты и гранаты и 2 радиостанции…
Если Вы найдете нужным проведение операции после такого положения, то ликвидацию бандитов намечаем провести следующим путём:
1. Всех выявленных бандитов, в количестве 592 человека, ликвидировать. Для этой цели будет выделен оперативный состав и батальон войск Управления „СМЕРШ“ 3-го Белорусского фронта, нами уже проверенный на деле при проведении ряда контрразведывательных мероприятий. Оперативные работники и личный состав батальона о порядке ликвидации бандитов будут тщательно проинструктированы.
2. При проведении операции будут приняты необходимые меры к тому, чтобы предотвратить побег кого-либо из бандитов. В этих целях кроме тщательного инструктажа оперативных работников и бойцов батальона участки леса, где будет проводиться операция, будут оцеплены и предварительно проведена проческа местности.
3. Ответственность за проведение ликвидации бандитов будет возложена на помощника начальника Главного Управления „СМЕРШ“ генерал-майора Горгонова и начальника Управления Контрразведки 3-го Белорусского фронта генерал-лейтенанта Зеленина.

Т. т. Горгонов и Зеленин хорошие и опытные чекисты и эту задачу выполнят.
Остальные задержанные 828 человек будут проверены в 5-дневный срок, и все выявленные бандиты таким же путём будут ликвидированы. О количестве выявленных бандитов из этой группы задержанных Вам будет доложено.
Прошу Ваших указаний. Абакумов».

## В настоящее время

### Письмо Главной военной прокуратуры Российской Федерации
В 1994 году после обращения официальных органов Республики Польша расследованием обстоятельств задержания, ареста и дальнейшей судьбы этих польских граждан занялась Главная военная прокуратура Российской Федерации, которая дала следующий ответ:

«4 января 1995 г.
№ 5ув-196-94
Посольство Республики Польши
123557, Г. Москва,
ул. Климашкина, д. 4
Ваше обращение от 20 января 1994 г. о выяснении судьбы польских граждан, задержанных в ходе войсковой операции на территории Сувалковского уезда Польши в июле 1945 г., проверено.
Установлено, что в связи с многочисленными фактами нападений на военнослужащих Советской Армии, дислоцирующихся на территории Польши, Генеральный штаб Вооружённых Сил СССР в соответствии с Указанием Верховного Главнокомандующего разработал план проведения войсковой операции в Августовских лесах Сувалковского уезда Белостокского воеводства Польши с целью выявления и обезвреживания всех формирований антисоветски настроенной „Армии Крайовой“.
В ходе операции, проводившейся войсками 3 Белорусского фронта с 12 по 19 июля 1945 г. задержано более 7 тысяч польских граждан и литовцев, а также изъято значительное количество оружия. Большая часть местных жителей из числа задержанных после проверки была отпущена, а 592 польских гражданина органами „Смерш“ 3 Белорусского фронта арестованы.
В отношении 575 человек из них возбуждались уголовные дела и проводилось расследование. Анализ этих уголовных дел показал, что арестованные являлись местными жителями и были задержаны советскими войсками при прочесывании местности в лесу и прилегающих населённых пунктах.
Непосредственно с оружием задержано 69 человек. Все 592 задержанных в разные периоды времени (с 1939 по 1945 гг.) являлись членами различных формирований „Армии Крайовой“, из них двое были командирами отрядов, трое командирами взводного звена, остальные рядовыми.
Обвинение указанным польским гражданам не предъявлялось, уголовные дела в суды не направлялись, и дальнейшая судьба арестованных неизвестна.
Для выяснения всех обстоятельств нами проверены государственные архивные учреждения Российской Федерации, однако каких-либо данных о принятых к задержанным мерах обнаружить не удалось.
Должностные лица, отвечавшие за проведение войсковой операции, к настоящему времени умерли.
Таким образом, ввиду отсутствия необходимых документальных данных, объективно установить дальнейшую судьбу 592 польских граждан, арестованных во время войсковой операции соединений и частей 3 Белорусского фронта в период с 12 по 19 июля 1945 г. на территории Белостокского воеводства, и принятые к ним меры воздействия, не представилось возможным.
Заместитель Главного
военного прокурора
генерал-лейтенант
В. А. Смирнов».

Польский историк Кшиштоф Яшевич выдвинул гипотезу, что убийства арестованных происходили в районе озера Голдап или в Роминцкой пуще в окрестностях деревни Роминты (сегодня — посёлок Краснолеье). Российский историк Наталья Лебедева из Института истории Российской академии наук предполагает, что убийства происходили в некоем тайном лагере для заключённых, в котором для умерщвлений применялись химические или биологические вещества.
14 февраля 2012 года организация «Мемориал» направила в Главную военную прокуратуру РФ заявление с просьбой проверить обоснованность содержания под стражей и реабилитировать либо направить в суд дела с заключениями об отсутствии оснований для реабилитации 14 человек как жертв политических репрессий, бесследно исчезнувших после задержания в июле 1945 года в Августовских лесах.
В ответ на обращение Международного «Мемориала» Главная военная прокуратура РФ сообщила 28 мая 2012 года об отказе в реабилитации, мотивировав это тем, что «в архивных органах уголовных дел в отношении упомянутых польских граждан не имеется» и, соответственно, основания для их реабилитации отсутствуют. Между тем, ранее ГВП официально признавала, что в ходе упомянутой операции в Августовских лесах было арестовано 592 человека, из них в отношении 575 человек были возбуждены уголовные дела и проводилось расследование. Международный «Мемориал» оспорил отказ прокуратуры, направив 23 августа иск в Хамовнический суд.
Военные прокуроры полковник Александр Гаврилов и полковник Герман Кириенко уверили суд, что в Центральном архиве Федеральной службы безопасности не было обнаружено документов, касающихся 10 из 14 бойцов Армии Крайовой, реабилитации которых требовал «Мемориал». Там есть личные дела поляков с совпадающими именами и фамилиями, однако расходятся, например, даты рождения. Все данные совпадают лишь по четверым людям: Шимону Крупиньскому (которого НКВД считало командиром Армии Крайовой в Августовском районе), Станиславу Кунцевичу, Владиславу Выдре и Яну Вышиньскому. В их папках, хранящихся в архивах ФСБ, есть их личные дела, протоколы ареста, обыска и допросов.
По мнению военных прокуроров, с которым согласился судья Кананович, реабилитировать нельзя даже этих четверых, поскольку имеющиеся материалы не являются «документами, касающимися уголовного дела в отношении задержанных». Как считает суд, признать жертвой политических репрессий можно лишь такого человека, которому судом или другими советскими органами был вынесен формальный приговор по итогам следствия.
«Мы просили также предоставить нам копии дел задержанных лиц, а также личных дел и свидетельств о смерти Ивана Горгонова и Павла Зеленина, которым был поручен расстрел», — сообщил прокурор ИПН Збигнев Куликовски.
23 июля 2013 года Генеральная прокуратура Польской республики получила письмо от Генеральной прокуратуры РФ, датированное 19 июля 2013 года, из которого следует, что на основании статьи 2 Европейской Конвенции о взаимной правовой помощи по уголовным делам от 20 апреля 1954 года и статьи 17 польско-российского соглашения от 16 сентября 1996 года о правовой помощи и правовых отношениях по гражданским и уголовным делам "реализация запроса не представляется возможной"». Федеральная служба безопасности России передает семьям арестованных информацию о датах и места ареста их близких.
Письма из ФСБ имеют одинаковую форму- в них подаются дата и место ареста, а также указывается, что "архивные материалы не содержащие данных о вынесении приговора, реабилитацию и дальнейшая судьба арестованных". Институт национальной памяти определил возможное место захоронения жертв августовской облавы,  из которых по состоянию на 2025 год поименно установлены 513 человек.  По оценкам историков из установленных поименно жертв облавы около 70% имели связи с AKO, по крайней мере с подпольной сетью AKO.. В результате экспертиз исследуются несколько мест, в которых могут находиться могилы жертв упомянутой операции. Одним из них является белорусская деревня Калеты — деревня в Гродненском районе Гродненской области Белоруссии.

### Позиция официальных властей Польши
Апофеоз  польского антикоммунистического вооружённого подполья осуществляется в рамках государственной исторической политики.
- Зигмунд Шендзеляж («Лупашко»), отряды которого в 1945 году расстреливали советских военнослужащих (имеются данные о его причастности к массовому убийству литовцев в деревне Дубингяй [] и расстрелам советских военнопленных) и сжигали православные сёла[35], в 1988 году был посмертно награждён президентом Польши в эмиграции высшим орденом Польши золотым крестом Виртути милитари, посмертно реабилитирован польским судом в 1993 году и награждён большим крестом ордена Возрождения Польши в 2007 году президентом Лехом Качиньским [36]. В 2016 году президент Польши Анджей Дуда издал указ о посмертном присвоении Шендзеляжу звания полковника.
- Владислав Линярский (псевдоним «Мстислав») который в 1943 году  отдал приказ о ликвидации «еврейско-коммунистических банд» [37] в 2010 году посмертно награждён Орденом Возрождения Польши, в 2017 году президент Польши Анджей Дуда издал указ о посмертном присвоении Линярскскому звания бригадного генерала.[38]
- Зыгмунт Блажеевич (псевдоним «Зыгмунт»), который в 1945 году расстрелял несколько десятков военнослужащих Красной армии, милиции, членов Польской рабочей партии и солдат Войска Польского[6] и сжигал православные села [35] в 2011 году был произведён в подполковники президентом Брониславом Коморовским и награждён Орденом Возрождения Польши. Премьер-министр Дональд Туск удостоил Зигмунта Блажеевича государственной пенсии,  в 2017 году Зыгмунт Блажеевич был произведён в полковники президентом Польши.

- Казимеж Каменский (псевдоним «Huzar»), отряд которого в 1945 году убивал евреев[14], был посмертно реабилитирован польским судом в 1997 году и награждён президентом Лехом Качиньским крестом ордена Возрождения Польши в 2007 году[36], в 2019 году ему посмертно присвоено звание майора.
- По мнению директора[39] Института национальной памяти Лукаша Каминьского и прокурора Института национальной памяти Збигнева Куликовского Августовскую облаву можно считать преступлением против человечности — геноцидом[40]. Если ИПН установит исполнителей, которые живы, то направит обвинительные акты в суд. Следствие ИПН продолжается уже много лет. Формально проводится по делу «Преступления коммунизма, преступления против человечества», «в части убийства в период июля и августа 1945 года, в неустановленном месте, около 600 задержанных на территории Сувалского края (Сувальчизны) во время т. н. августовской облавы, проведённой войсками НКВД при участии функционеров УБ, МО и солдат Народного Войска Польского».
- Российское правозащитное общество «Мемориал» стало лауреатом премии министра иностранных дел Польши «Pro Dignitate Humana».
- Общество «Мемориал» стало лауреатом премии «Хранитель Национальной Памяти» (2012) — от польского Института Национальной Памяти.
- Сопредседатель Польско-российской группы по трудным вопросам профессор Адам Ротфельд[англ.] подчеркивает, что жертвы Августовской облавы были расстреляны во внесудебном порядке и не случайно эти события стали называть «Малой Катынью»:

«Это была трагическая, преступная операция, проведённая советскими войсками, в результате которой были расстреляны 592 польских крестьянина».

- Польские историки обращают внимание, что доступ к архивным материалам блокируется российской Генеральной Прокуратурой[1].
- Депутаты польского сейма 9 июля 2015 года приняли закон об объявлении 12 июля Днем памяти жертв Августовской облавы лета 1945 года. За принятие закона проголосовал 381 депутат, никто не был против, 39 депутатов воздержались.

Как говорится в тексте закона, 12 июля поляки будут отдавать дань памяти жертвам облавы — «героям антикоммунистического подполья, которые не согласились с советской оккупацией и боролись за независимость, убитым по приказу Иосифа Сталина на северо-восточных территориях Польши».
- На сайтах Министерства обороны России следователи  Института национальной памяти обнаружили документы, касающиеся хода  августовской облавы [41]. Историки получили доступ к нескольким тысячам страниц. Согласно вступительным анализам, это аутентичные материалы, которые включают информацию о дате начала операции, о территории, на которой она проводилась, о количестве задержанных и арестованных.

«Нет никакой возможности отрицать, что это было 
преступление против человечества», — заявил на пресс-конференции  прокурор Института национальной памяти Збигнев Куликовский.
- Директор  Института национальной памяти в Белостоке Барбара Боярын-Казберук обратилась к властям Беларуси с просьбой оказать помощь в расследовании Августовской облавы.

«Это была операция против всего польского общества. Она была направлена против людей, которые после советской оккупации присягнули на верность Польше и противостояли порядку, который насаждал СССР»

 заявила директор института.
- Президент Анджей Дуда отметил, что в июле 1945 года Красная армия при участии Управления безопасности и Народного войска польского окружила Августовскую пущу.[43].

«Это было целенаправленное истребление тех, кто не сложил оружия, потому что не признал порабощения. Их единственной виной была верность свободной Польше — независимой и от Москвы.» 
  — добавил президент.

### Позиция МИД России
Министр Иностранных дел Сергей Лавров на пресс-конференции выступил со следующим заявлением :

«Августовская облава» — одна из страниц нашей совместной истории, произошедшая сразу после завершения войны в Европе. Мы готовы через комиссию историков рассматривать все без исключения аспекты сложившейся тогда ситуации с тем, чтобы картина была всесторонней, а не трактовалась по одной схеме. В «августовской облаве» не было ничего линейного, все оказалось очень сложным и взаимопереплетенным. При таком понимании, уверен, комиссия историков будет готова рассмотреть данную тему. Главное, чтобы подобные исторические ситуации не становились инструментом современной политики. Эту тенденцию, к сожалению, мы порой наблюдаем. Считаем, что это неправильно и не должно использоваться в межгосударственных отношениях. Историей должны заниматься историки.

### Позиция организации «Мемориал»
Заместитель председателя Совета Научно-информационного и просветительского центра общества «Мемориал» Никита Петров заявил, что «Мемориал» намеревается оспорить вынесенный вердикт в Мосгорсуде. По его мнению, на судебном слушании выяснилось много важных вещей:

«Мы знали, что в архивах ФСБ есть документы по жертвам Августовской облавы, а сейчас мы выяснили, что это личные дела, протоколы допросов и обыска, то есть это очень ценные материалы для тех, кто хочет раскрыть тайну преступления 1945 года». 
«Да, приговоров партизанам, схваченным в лесах под Августовым, в архивах нет. Но их там быть и не может. Ведь Берия приказал своим палачам ликвидировать поляков так, чтобы от них не осталось и следа. Сталинские бандиты (мы, исследователи, прекрасно это понимаем, и только прокуроры делают вид, что этого не знают) убивали именно так: тайно и тщательно заметая следы».